# Steven Anderson
Steven Anderson (Edinburgh, 19 december 1985) is een Schotse voetballer (verdediger) die sinds 2004 voor de Schotse eersteklasser St. Johnstone FC uitkomt. 